# Besa Kokëdhima
Besa Kokëdhima (n. 29 mai 1986, Fier, Regiunea Fier, Albania), cunoscută sub numele de Besa, este o cântăreață albaneză.
În 2013 a câștigat victoria în cea de-a 15-a ediție a Kënga Magjike. Ea a reprezentat Albania la Concursul Muzical Eurovision 2024 cu piesa Titan.

## Viața si cariera

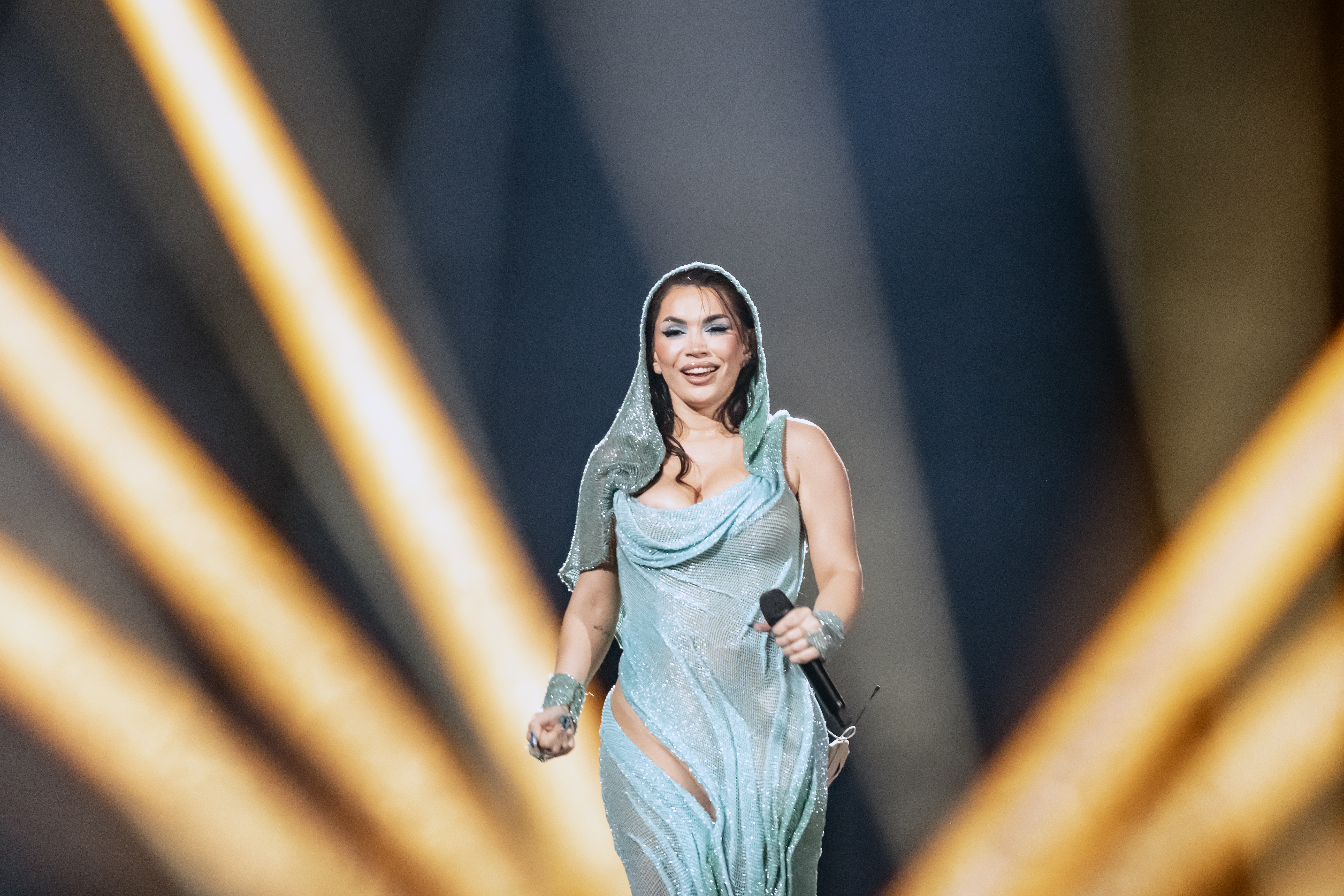
Imaginea o surprinde pe Besa Kokëdhima într-un moment spectaculos pe scenă, întruchipând energia, eleganța și forța artistică ce au definit cariera sa muzicală. Această apariție reflectă evoluția sa ca artist complet, cu o prezență puternică atât în Albania, cât și pe scenele internaționale.

Kokëdhima s-a născut la 29 mai 1986 într-o familie albaneză în orașul Fier, pe atunci parte a Republicii Populare Socialiste, actuala Albanie.    La vârsta de 15 ani, ea a emigrat în Regatul Unit pentru a urma studii superioare.  În 2003, Besa și-a lansat melodia de debut „Më Beso”, care a fost scrisă de producătorul Florian Mumajesi și a prezentat noul grup albanez Produkt 28. Piesa a fost premiată cu „Mikorofoni I Artë” în 2003. Besa și-a lansat albumul de debut, intitulat „Besa”, în 2006.  Albumul a fost scris în colaborare cu personalități cunoscute din industria muzicală albaneză, printre care Dorian Gjoni, Flori Mumajesi, Genti Lako, Andy DJ și Stine .
Besa a participat la o serie de concursuri muzicale, inclusiv „Notafest”, unde a fost distinsă cu premiul I pentru single-ul R&B „Lëshoje Hapin”.  În 2009, Besa a participat la Selecția Națională din România pentru Eurovision Song Contest, cu piesa în limba engleză „Nothin' Gonna Change”, ajungând în semifinale.  În 2010, Besa a concurat în Top Fest și a câștigat cea mai bună cântăreață feminină cu single-ul „Kalorësi i Natës”. Din 2010, Besa a lansat o serie de single-uri și, inclusiv single-ul „Fishekzjarre”, în 2012, single-ul „Burning” în 2013 și „Zemrën Dot Nuk ta Lexoj” în 2014. Aceste single-uri au avut succes comercial și au fost bine primite.     
Besa a publicat două albume intitulate Besa për Festat și Ti Je Festa Ime.   Piesele au fost însoțite de videoclipuri muzicale cu Besa și Orchestra Națională. Albumul conținea și o versiune de Crăciun a piesei „Tatuazh ne Zemer”. Albumul Ti Je Festa Ime a primit recenzii pozitive, iar un articol a numit albumul „unul dintre cele mai bine primite proiecte ale anului”.   Ea a câștigat și Kënga Magjike în 2013. Besa a fost judecător la emisiunea de televiziune albaneză The Voice of Albania din 2017,   și a fost votată ca jurat favorit al Albaniei mai târziu în seria de sondaje Top Channel. Besa și-a făcut debutul în Franța cu balada ei franceză „En Equilibre” în iunie 2022.    Single-ul de debut a primit feedback pozitiv.    „En Equilibre” este primul single al viitorului ei album de debut în industria muzicală franceză.    În 2023, a fost selectată să concureze la Festivali i Këngës 62 cu piesa „Zemrën n'dorë”,  unde a câștigat votul publicului și a fost selectată să reprezinte Albania la Eurovision Song Contest 2024. 